# ایستگاه متروی کرج
ایستگاه متروی کرج (یا: ایستگاه پل فردیس) (یا: ایستگاه شهید سلطانی) در جنوب خاوری شهر کرج و در ضلع جنوب باختری پل شهید سلطانی (فردیس) و آزادراه کرج-قزوین قرار دارد. این ایستگاه، ایستگاه مشترک خط ۵ متروی تهران و خط ۱ متروی کرج است و قرار است ایستگاه زیرزمینی خط ۲ متروی کرج به‌زودی به این ایستگاه بپیوندد.

## پایانه شهید سلطانی
در نزدیکی این ایستگاه، پایانهٔ مسافربری شهید سلطانی، سومین پایانهٔ کرج قرار دارد.

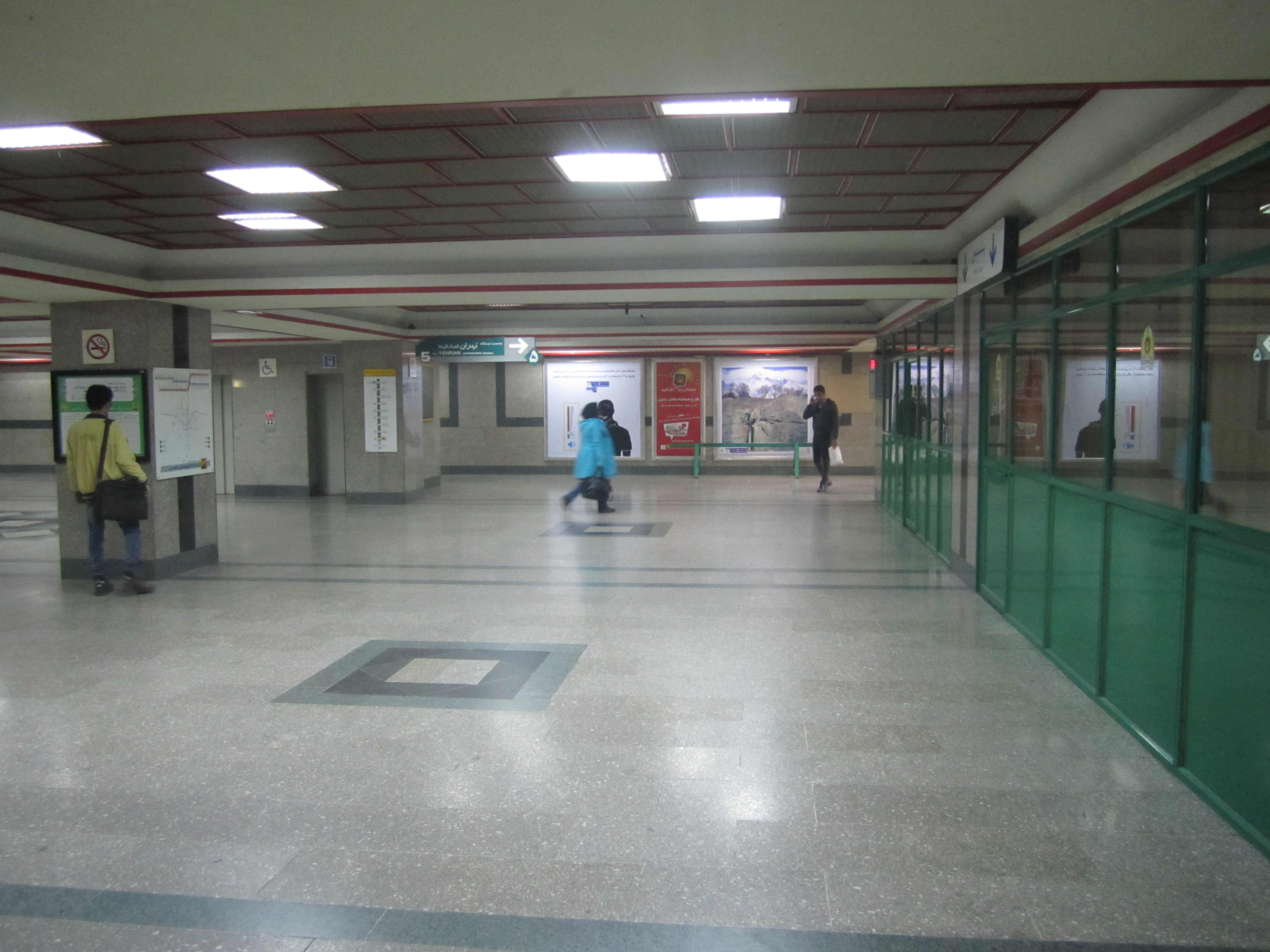
راهروی ایستگاه متروی کرج

## امکانات
از امکانات این ایستگاه می‌توان به تلفن عمومی کارتی، آب سردکن، پله برقی، دفتر اشیاء گم شده، سرویس بهداشتی عمومی، نمازخانه، پارکینگ عمومی، خودپرداز بانک، ماشین خودکار فروش بلیت، پایانه تاکسیرانی، سوپر مارکت و روزنامه فروشی اشاره کرد.

## نقشه خطوط متروی کرج
نقشه ی خطوط مترو کرج